# 沙迦足球俱乐部
沙迦足球俱樂部（阿拉伯语：نادي الشارقة الرياضي）是一个阿联酋的专业体育俱乐部，该俱乐部位于阿联酋的沙迦市，俱乐部的主场是沙迦体育场。
该俱乐部在1966年由奥鲁巴俱乐部的名义来成立。在1974年与刚刚后来重组的俱乐部——卡列斯足球俱乐部合并并更名为“沙迦體育和文化俱樂部”，并在1978年公开注册。

## 榮譽

### 本土
- 阿聯酋阿拉伯海灣聯賽: 6 次

1973–74, 1986–87, 1988–89, 1993–94, 1995–96, 2018–19
- 阿聯酋總統盃: 8 次

1978–79, 1979–80, 1981–82, 1982–83, 1991–90, 1994–95, 1997–98, 2002–03
- 阿聯酋超級盃: 1 次

1994–95

### 亞洲賽
- 亞足聯冠軍聯賽二級聯賽: 1 次

2024–25

## 亚冠退赛门
2009年5月5日，在2009年亚洲冠军联赛开始重燃战火之际，该队伍提出了无缘无故的退赛要求（参见下表）——因为俱乐部在国内的赛事（阿联酋职业足球联赛）面临降级威胁且亚冠失去了晋级希望。
| 后悔书 我很后悔我们的决定，由于我们的国内成绩太差的关系，故现在要决定必须放弃亚冠剩余的比赛。 |
| --------------------------------------------------------------------------------------------- |

由于该俱乐部在2009年亚冠联赛小组赛剩余两轮的情况下，已经提早两轮淘汰出局，加上在国内联赛只是排名第10。这种理由在欧冠赛场闻所未闻。就在2009年7月15日，亚足联对该队伍作出了处罚决定——处以413000美金赔偿金的处罚来承担亚足联已经垫付的4轮小组赛费用，并且禁止在两年内（2010年亚洲冠军联赛和2011年亚洲冠军联赛）参加亚冠联赛的任何赛事。

## 外部連結
- 俱乐部官网